# Rivière L’Acadie
Der Rivière L’Acadie ist ein linker Nebenfluss des Rivière Richelieu in der Verwaltungsregion Montérégie der kanadischen Provinz Québec.

## Flusslauf
Der Rivière L’Acadie entspringt in der Hügellandschaft der Gemeinde Hemmingford unweit der Grenze zum US-Bundesstaat New York.
Er fließt in überwiegend nördlicher Richtung. Dabei quert er die Autoroute 15 und die Route 217. Anschließend durchfließt er die Gemeinde Napierville. Die folgenden 15 km folgt die Route 219 entlang dem Ostufer. Später kreuzt der Fluss die Route 104 sowie die Autoroute 10.
Der Rivière L’Acadie fließt entlang dem westlichen Stadtrand von Chambly und mündet schließlich bei Carignan in den Rivière Richelieu. Der Fluss hat eine Länge von 82 km. Der mittlere Abfluss an der Autoroute 10 beträgt 4 m³/s bei einem Einzugsgebiet von 345 km².
Der Fluss trägt mehrere inoffizielle Namen: Rivière Montréal, Rivière de Montréal und Petite rivière de Montréal.